# The Sin of Martha Queed
The Sin of Martha Queed è un film muto del 1921 diretto da Allan Dwan. Prodotto dalla Mayflower Photoplay Company, aveva come interpreti Mary Thurman, Joseph J. Dowling, Eugenie Besserer, Frankie Lee, Niles Welch, George Hackathorne, Frank Campeau, Gertrude Claire. La fotografia si deve a Tony Gaudio.

## Trama
Martha Queed raggiunge il suo innamorato, Arnold Barry, che si trova in vacanza in montagna. Fingendo di essersi storta la caviglia, la ragazza entra nel rifugio di Arnold, ma i due sono visti da David Boyd. L'uomo, un parente dei Queed, è un ubriacone violento e poco raccomandabile che denuncia subito il comportamento di Martha a suo padre, un puritano gretto e dispotico. Per salvare l'onore della figlia, Queed padre la costringe a sposare Boyd. Quest'ultimo, però, il mattino seguente viene trovato morto e tutte le prove conducono ad Arnold come responsabile del delitto. Martha scompare: viene ritrovata delirante e in preda alle febbri in mezzo alle paludi da Atlas, un ragazzo storpio. Venuto a sapere che Arnold sta per essere condannato, Atlas si precipita in tribunale dove confessa di essere lui l'autore dell'omicidio. Poi, si suicida. Martha, ora, è convalescente. Sua madre, non sopportando più di vivere con un uomo tanto inflessibile e spietato, ha lasciato il marito e ora assiste serenamente al matrimonio della figlia con l'amato Arnold.

## Produzione
Il film fu prodotto dalla Mayflower Photoplay Company.

## Distribuzione
Distribuito dalla Associated Exhibitors, il film uscì nelle sale cinematografiche statunitensi il 6 ottobre 1921. Il copyright, richiesto dalla Mayflower Photoplay Corp., fu registrato il 15 ottobre 1921 con il numero LU17094.
Copia completa della pellicola si trova conservata negli archivi del BFI/National Film And Television Archive di Londra.